# Millettia orientalis
Millettia orientalis é uma espécie vegetal da família Fabaceae.
Apenas pode ser encontrada no Madagáscar.